# Matteo Maria Zuppi
Matteo Maria Zuppi (ur. 11 października 1955 w Rzymie) – włoski duchowny rzymskokatolicki, doktor filozofii i literatury, biskup pomocniczy rzymski w latach 2012–2015, arcybiskup metropolita boloński od 2015, kardynał prezbiter od 2019, przewodniczący Konferencji Episkopatu Włoch od 2022.

## Życiorys
Święcenia kapłańskie otrzymał 9 maja 1981. Uzyskał inkardynację do diecezji Palestrina, jednak po święceniach zaczął pracę w diecezji rzymskiej, do której został inkardynowany w 1988. Pracował głównie jako duszpasterz parafialny, był także m.in. przełożonym prefektur III i XVII. W latach 2000–2012 pełnił funkcję asystenta generalnego Wspólnoty Sant’Egidio.
31 stycznia 2012 papież Benedykt XVI prekonizował go biskupem pomocniczym diecezji rzymskiej, ze stolicą tytularną Villa Nova. Sakry biskupiej udzielił mu 14 kwietnia 2012 wikariusz generalny diecezji rzymskiej – kard. Agostino Vallini, współkonsekratorami byli abp Giovanni Battista Pichierri oraz bp Vincenzo Paglia.
27 października 2015 papież Franciszek prekonizował go arcybiskupem metropolitą bolońskim. Ingres odbył się 12 grudnia 2015.
1 września 2019 podczas modlitwy Anioł Pański papież Franciszek ogłosił, że mianował go kardynałem. 5 października 2019 na konsystorzu w bazylice św. Piotra kreował go kardynałem prezbiterem, a jako kościół tytularny nadał mu kościół św. Idziego.
24 maja 2022 wybrany przewodniczącym Konferencji Episkopatu Włoch i mianowany na to stanowisko przez papieża Franciszka. Brał udział w konklawe 2025, które wybrało papieża Leona XIV. Przed rozpoczęciem konklawe był wymieniany w gronie papabili.
Jego wujek Carlo Confalonieri również był kardynałem. 
Oprócz ojczystego języka włoskiego, kardynał Zuppi zna też trochę język angielski, ale nie podaje się, aby władał biegle innymi językami. 